# Lichtenau (Gemeinde Schönbach)
Lichtenau ist eine Ortschaft in der Marktgemeinde Schönbach im Bezirk Zwettl in Niederösterreich.

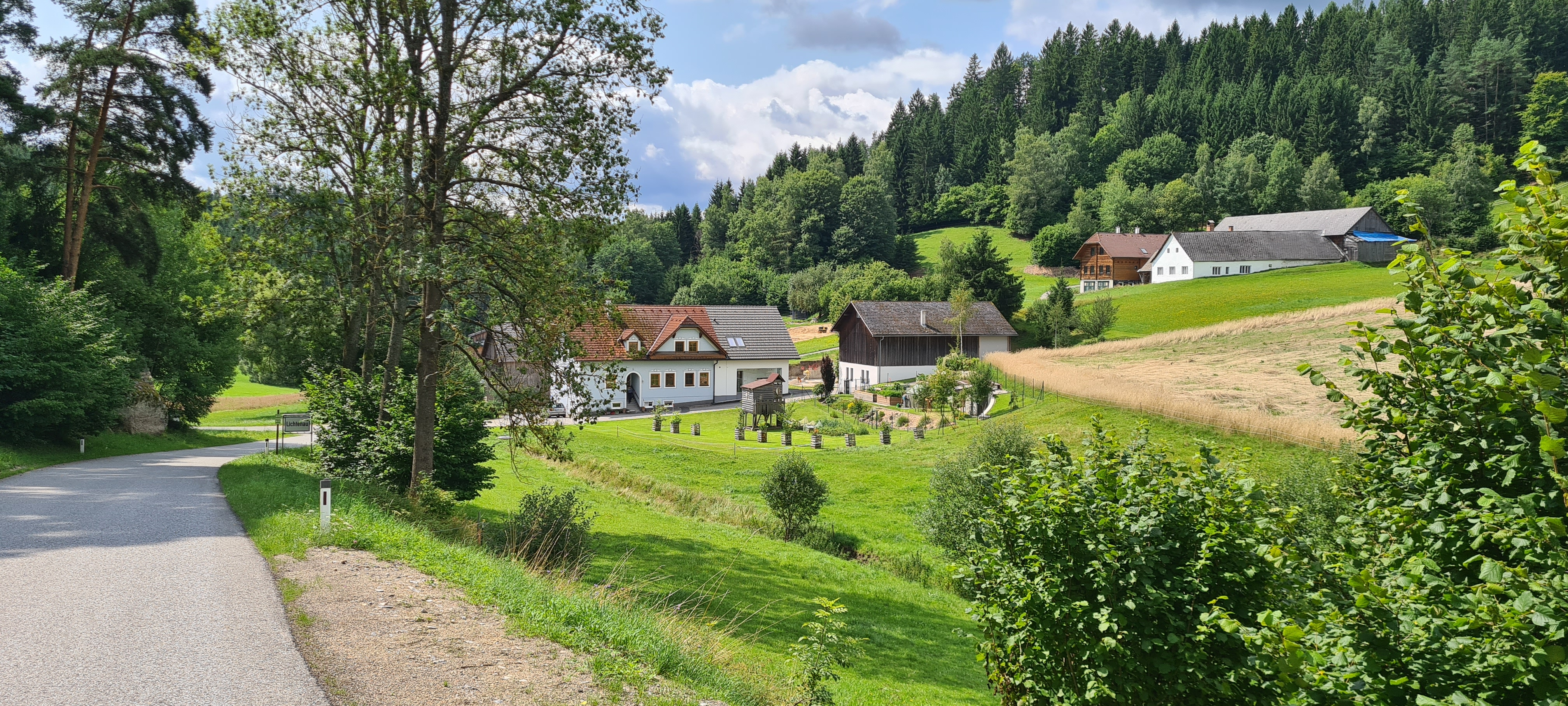
Blick auf den Ort aus nördlicher Richtung

## Geografie
Die südlich von Pernthon gelegene Ortschaft ist nur über die Landesstraße L 7178 erreichbar, die zwischen Aschen und Pernthon von der L 7177 abzweigt und in Lichtenau endet. Zusammen mit der südöstlich liegenden  Einzellage Blättergraben bestanden am 1. April 2020 in der Ortschaft 10 Adressen.

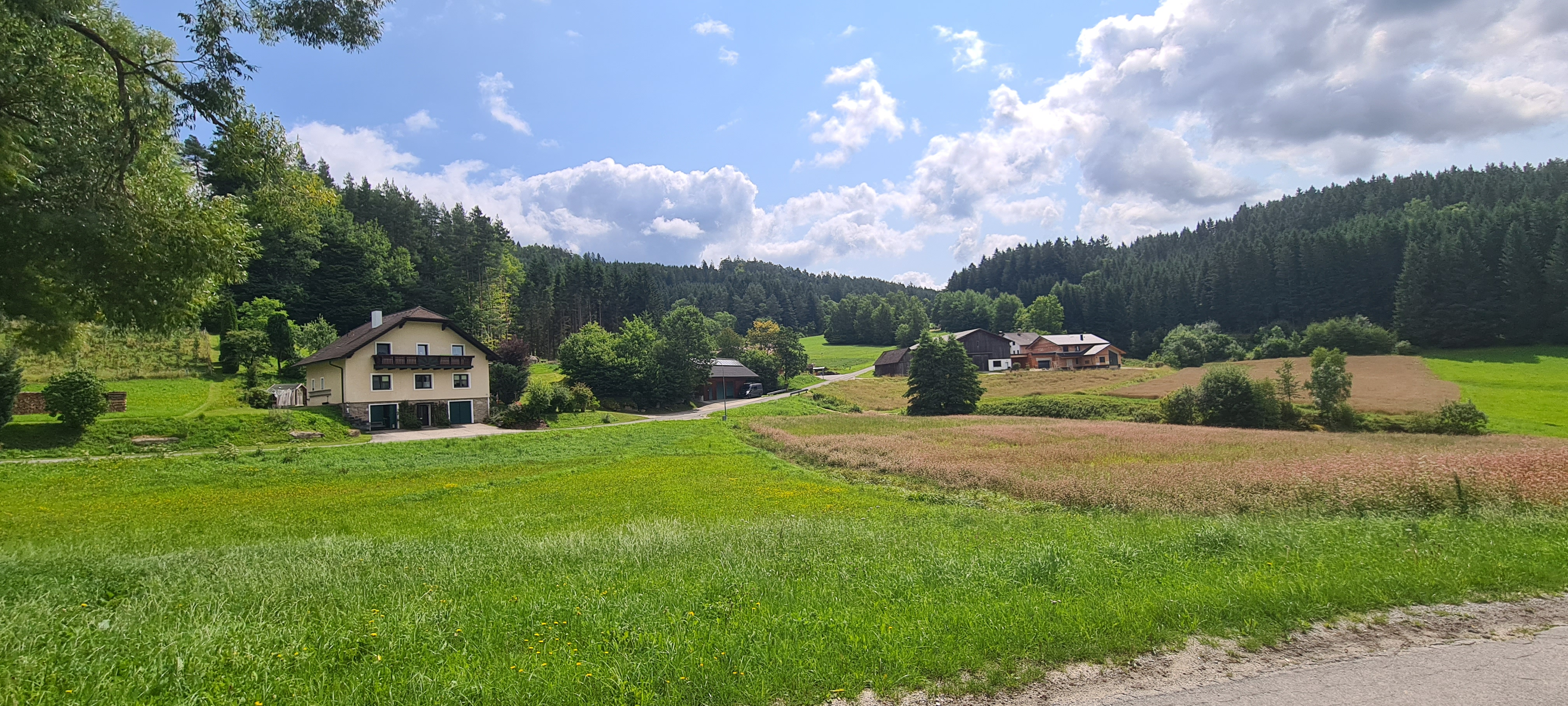
Blick auf den Ort aus nördlicher Richtung

## Geschichte
Der Franziszeische Kataster aus dem Jahr 1823 zeigt den Ort mit drei Gehöften.
Im Jahr 1822 wurde der Ort als Dorf mit vier Häusern genannt, das nach Schönbach eingepfarrt war, wohin auch die Kinder eingeschult wurden. Die Herrschaft Rappottenstein besaß die Ortsobrigkeit, übte die Landgerichtsbarkeit aus, besorgte die Konskription und hatte die Grundherrschaft inne.
Nach dem Umbruch 1848 und der Bildung der Ortsgemeinden kam der Ort 1849 zur ehemaligen Gemeinde Pernthon.
Laut Adressbuch von Österreich waren im Jahr 1938 in Lichtenau eine Mühle mit Sägewerk sowie mehrere Landwirte ansässig.
Am 1. Jänner 1968 wird der Ort als Teil der Gemeinde Pernthon nach Schönbach eingemeindet.

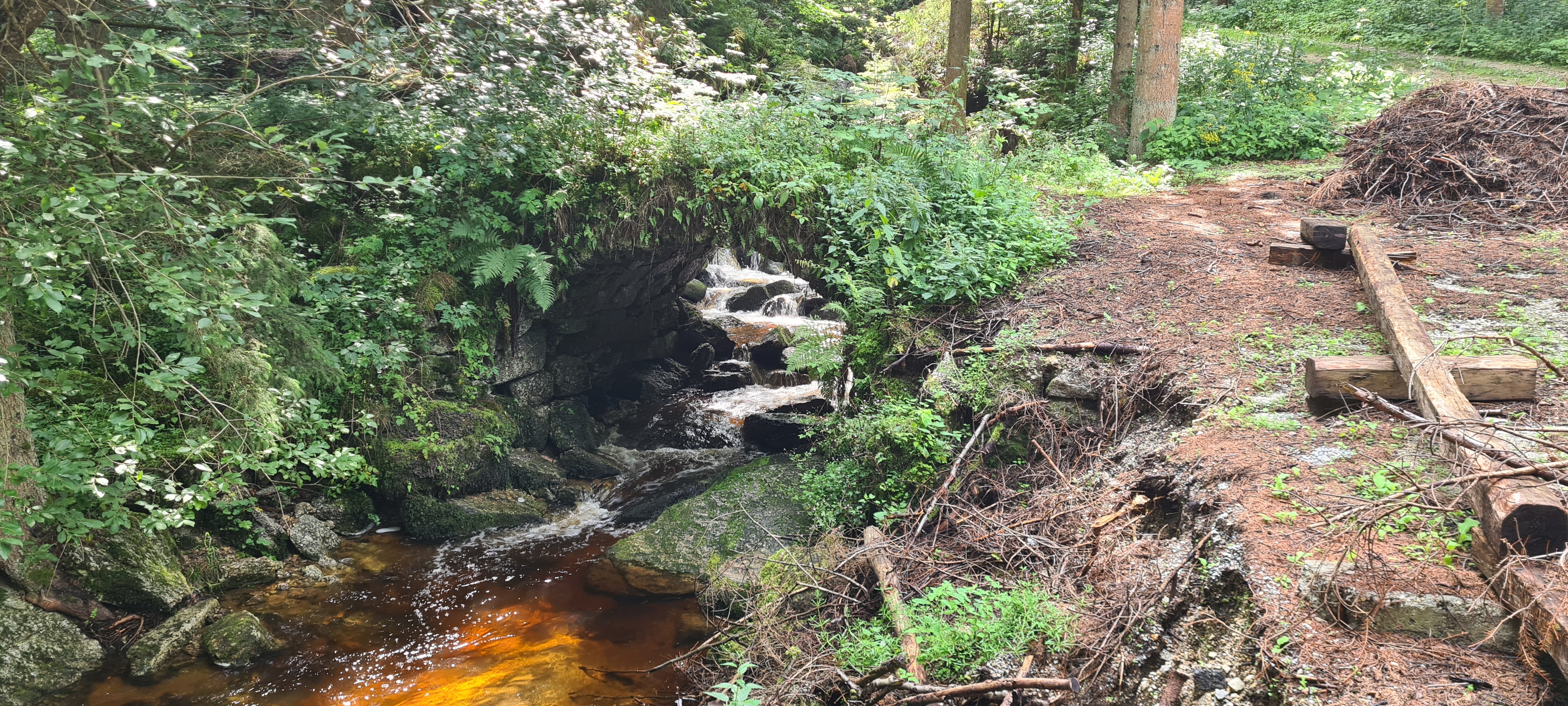
Steinerne Brücke über den Edelbach südlich des Ortes